# Abyssoninoe scopa
Abyssoninoe scopa är en ringmaskart som först beskrevs av Fauchald 1974, och fick sitt nu gällande namn av sensu Miura 1980. Abyssoninoe scopa ingår i släktet Abyssoninoe och familjen Lumbrineridae. Inga underarter finns listade i Catalogue of Life.